# Храм Юпитера Феретрия

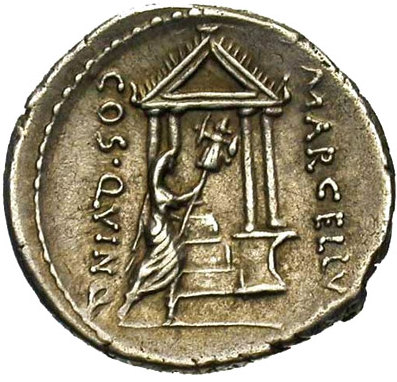
Храм Юпитера Феретрия на динарии Лентула Марцеллина, I век до н.э. На монете изображён человек в тоге и с покрытой головой (Марк Клавдий Марцелл), приносящий spoliae opimae в храм

Храм Юпитера Феретрия (лат. Aedes Iuppiter Feretrius) ― ныне утраченное древнеримское культовое сооружение, посвящённое богу Юпитеру. Самый первый храм, построенный в Риме (вторым был этрусский храм, впоследствии ставший известным как Капитолийский храм).
Точное местонахождение Храма Юпитера Феретрия неясно, но считается, что он был возведён на Капитолийском холме.
Согласно преданию, что храм был посвящен богу Юпитеру основателем Рима Ромулом после его поражения от Акрона, царя народа ценинцев, в 752―751 гг. до н.э. Происхождение эпитета «Feretrius» неясно и может отсылать к одному из двух латинских глаголов ― «ferire» (то есть «тот, кто поражает»: Юпитеру в храме в качестве жертвы предлагались доспехи вражеских полководцев ― spolia opima) или же «ferre» (то есть «тот, кому дарованы [spolia opima]»).
Согласно свидетельству Корнелия Непота, к середине первого века до нашей эры храм, после многих лет пребывания в запустении, потерял крышу. После этого император Октавиан Август решил восстановить его по предложению богатого всадника Тита Помпония Аттика, наиболее известного тем, что он был другом и доверенным лицом Цицерона. Октавиан Август впоследствии упомянул храм в своей автобиографии «Деяния божественного Августа»: там он фигурирует в список памятников и культовых сооружений в Риме, которые были отреставрированы на личные средства императора. Неизвестно, какое время храм использовался после этого, но он точно был закрыт в IV веке нашей эры во время гонений на язычников.